# 劉佶
劉佶，明朝軍事人物，名將劉綎的長子。萬曆四十七年（1619年），在劉綎於薩爾滸之戰戰死後，劉佶等家屬四口滯留通州無人照料，直至浙江道監察御史楊鶴上書請求優恤後，朝廷才下令把他們優給護送回籍。泰昌元年十月，劉佶向明熹宗上書，表示自己願意與弟弟劉佐、劉大德、劉之鼎等捐祖父世業，自備鞍馬行糧，並號召兄弟叔侄招集家丁舊將，調川貴兵馬衝鋒破陣，以上雪國恥，下報父仇；經過劉家上下變賣家宅上下打點後，劉綎在死後始得到追恤。天啟二年二月，劉佶蔭襲為本衛都指揮使。